# Гулуев, Андрей Семёнович
Андрей Семёнович Гулуев (осет. Гулуты Андрей; 5 апреля 1892, станица Черноярская, Терская область — 25 ноября 1979, Орджоникидзе, Северо-Осетинская АО) — осетинский народный поэт и публицист. Писал на осетинском (на иронском и дигорском диалектах) и русском языках. Народный поэт Северо-Осетинской ССР (1960).

## Биография
Родился 5 апреля 1892 года в станице Черноярская. Окончив в родной станице первый класс начальной школы, был определён в четырёхклассное училище в городе Шемахы. С 1907 года обучался в Ардонской духовной семинарии, которую окончил в 1914 году. Будучи студентом, начал заниматься поэтическим творчеством. Своё первое стихотворение, посвящённое Коста Хетагурову, опубликовал в газете «Ног цард». С 1915 года работал учителем в селении Хумалаг.
После установления советской власти в Осетии работал в окружном отделе народного образования. С этого же времени начал публиковать свои поэтические произведения в газетах «Горная беднота», «Народная власть» и «Горская правда». С 1923 года был ответственным секретарём в газете «Растдзинад». В 1928 году окончил факультет языкознания и материальной культуры Ленинградского государственного университета, после чего преподавал русский язык и литературу в Северо-Осетинском педагогическом институте и других учебных заведений во Владикавказе. Был ответственным секретарём литературного журнала «Мах дуг» и членом правления Союза писателей Северной Осетии.
Занимался переводами на осетинский язык произведения русских поэтов и на русский язык стихотворений осетинских поэтов Коста Хетагурова, Нигера, С. Баграева, Г. Малиева.
В 1974 году стал первым осетинским поэтом, удостоенным почётного звания «Народный поэт Северной Осетии».

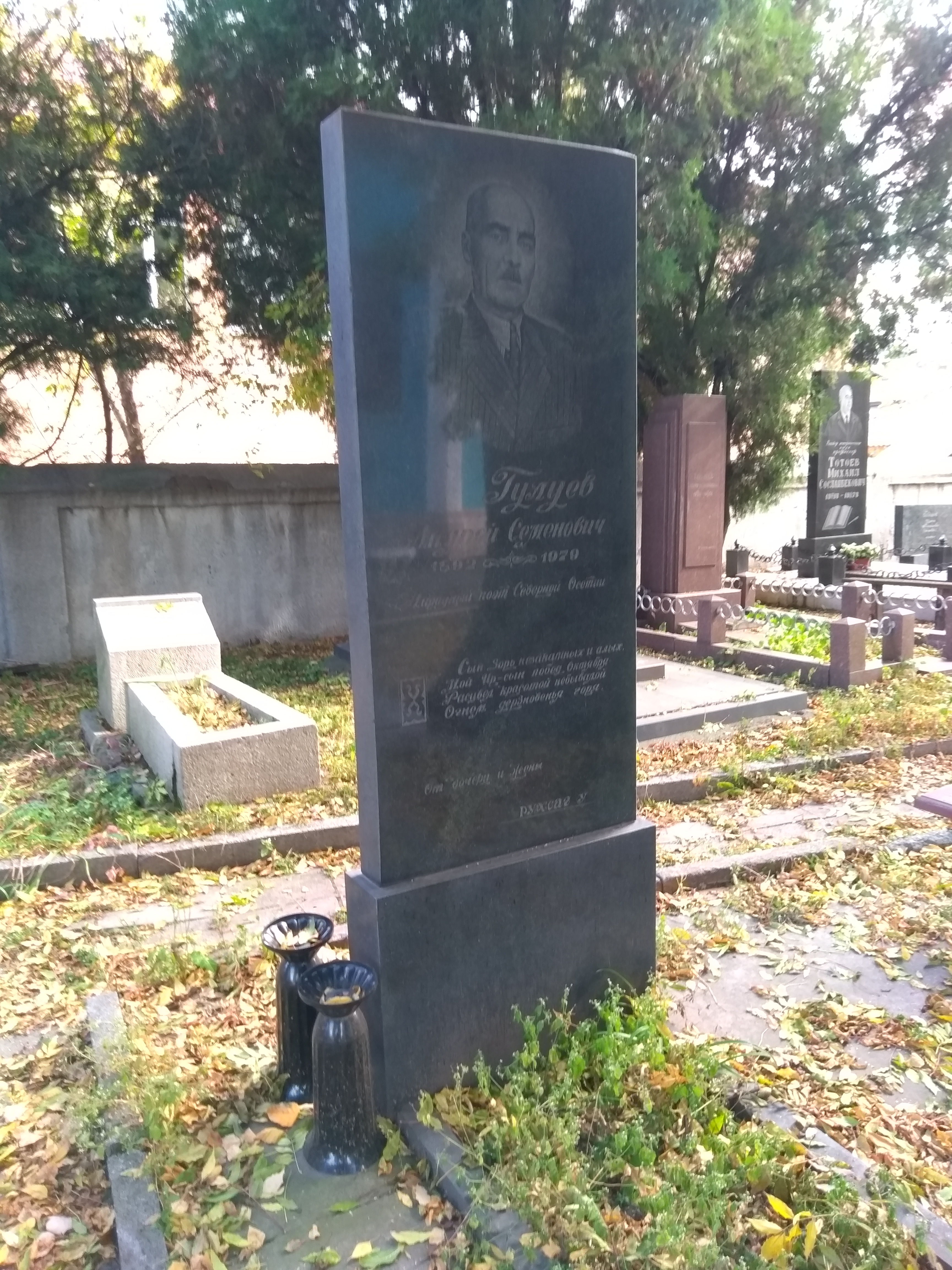
Могила Андрея Семёновича Гулуева в ограде Осетинской церкви. Памятник культурного наследия федерального значения

Скончался 25 ноября 1979 года во Владикавказе. Похоронен на территории некрополя Осетинской церкви.

## Сочинения
- В ночи бессонные, стихи, Берлин, 1923, 42 стр.
- Æмдзæгæтæ, Орджоникидзе, Госиздат Северо-Осетинской АССР, 1940, 129 стр.
- Бечыр, поэмæ// Мах дуг, 1940, № 10
- Стихотворения, Дзауджикау, 1946, 118 стр.
- Уæлахизы зарджытæ: æмдзæгæтæ, Дзæуджыхъæу, 1947, 43 стр.
- Равзаргæ уацмыстæ: æмдзæгæтæ, Дзæуджыхъæу, 1951, 135 стр.
- Избранное, Орджоникидзе, 1955, 148 стр.
- Горное гнездовье, стихи, Советский писатель, 1959, 74 стр.
- Тохы фæндæгтыл; Диссаджы дыргъдон, поэмæтæ, Орджоникидзе, 1960, 45 стр.
- Мæ фæззыгон най; æмдзæгæтæ æмæ поэмæтæ, Орджоникидзе, 1968, 172 стр.
- Ступени, стихи, Орджоникидзе, Ир, 1970, 147 стр.
- Мæ фæндаг; æмдзæгæтæ æмæ кадджытæ, Орджоникидзе, 1979, 144 стр.

## Награды
- Орден Трудового Красного Знамени (1960)
- Орден «Знак Почёта»
- Звание «Народный поэт Северо-Осетинской ССР» (1974)